# Elecciones generales de Guatemala de 2023
Las elecciones generales de 2023 se realizaron en Guatemala el domingo 25 de junio de 2023. Fue la décima elección general realizada en dicho país desde el retorno a la democracia en 1985. 
Según lo establecido en la Ley Electoral y de Partidos Políticos (LEPP), en las elecciones generales se eligen el presidente y vicepresidente, 160 diputados al Congreso de la República, 340 corporaciones municipales y 20 diputados titulares al Parlamento Centroamericano. Ningún candidato presidencial obtuvo la mayoría absoluta de los votos en la primera vuelta, por lo que se realizó una segunda vuelta el domingo 20 de agosto de 2023.
Los resultados iniciales de las elecciones presidenciales indicaron que Sandra Torres de la Unidad Nacional de la Esperanza y Bernardo Arévalo del Movimiento Semilla competirían en la segunda vuelta electoral. Sin embargo, nueve partidos de derecha, incluido el partido oficialista Vamos, alegaron «irregularidades» y «fraude electoral» a favor de Arévalo y presentaron varios recursos legales ante la Corte de Constitucionalidad y la Corte Suprema de Justicia que retrasaron la certificación de resultados y adjudicación de cargos. Tras una nueva revisión de las actas electorales, los resultados se confirmaron y se autorizó la segunda vuelta. Poco después, el Ministerio Público anunció que un juez suspendió la personalidad jurídica del Movimiento Semilla por un supuesto caso de firmas falsas de afiliados para la formación del partido político, pese a que esto contraviene la Ley Electoral y de Partidos Políticos, y ponía en riesgo la participación del partido en la segunda vuelta, pero un amparo provisional de la Corte de Constitucionalidad aseguró su participación. La segunda vuelta electoral fue ganada por Bernardo Arévalo y su compañera de fórmula Karin Herrera, según los resultados oficiales, el binomio obtuvo el 61% de los votos, una victoria aplastante. Arévalo es hijo de Juan José Arévalo, 24.º presidente de Guatemala de 1945 a 1951, lo que lo convierte en el primer hijo de un expresidente guatemalteco en ser electo presidente, mientras que Herrera se convirtió en la segunda mujer en llegar la vicepresidencia de la República.
La constante judicialización de las elecciones y las acciones ejercidas por el Ministerio Público han sido objeto de fuertes críticas a nivel nacional e internacional. Por su parte, el Ministerio Público está investigando al Tribunal Supremo Electoral en más de 13 casos penales diferentes relacionados con los comicios y en diciembre de 2023 pidieron públicamente que las elecciones fueran anuladas por considerar que tuvieron irregularidades administrativas. En consecuencia, Estados Unidos, Canadá, la Unión Europea y otros trece países europeos impusieron sanciones a la fiscal general Porras y varios colaboradores del Ministerio Público.
La transición presidencial de Arévalo fue atípica por la intención del Ministerio Público en investigar al binomio electo por otro caso penal, esta vez relacionado con la toma de la Universidad de San Carlos de Guatemala, mientras que la ceremonia de transmisión de mando también fue inédita porque fue retrasada por varias horas por acciones controvertidas por la legislatura saliente y se realizó durante la madrugada del 15 de enero, sin contar con la asistencia del presidente saliente Giammattei.

## Sistema electoral

### Presidente y vicepresidente de la República
La elección de la fórmula del Presidente y Vicepresidente se realiza por voto universal, directo y secreto bajo el mecanismo de segunda vuelta electoral, siendo necesario obtener mayoría absoluta (50 %+1) de los votos para poder ser electo. En caso de que en la primera vuelta ningún candidato obtenga dicha mayoría, se procederá a una segunda elección donde solamente se elegirá entre los dos candidatos más votados en la primera vuelta. La reelección está prohibida constitucionalmente.

### Congreso Nacional
Se eligen 160 diputados por voto universal y secreto, de los cuales 32 son electos por lista nacional y 128 a través de los 23 distritos electorales definidos.

## Calendario electoral
Aquí se muestra el calendario electoral para las elecciones del 25 de junio de 2023:
- 20 de enero: Convocatoria oficial a elecciones generales.
- 21 al 28 de enero: Designación y acreditación de los fiscales nacionales.
- 21 de enero: Inicio de inscripción de candidaturas.
- 25 de marzo: Integración de las Juntas Electorales Departamentales. Cierre de inscripción de ciudadanos.
- 26 de marzo: Cierre de inscripción de candidaturas. Designación y acreditación de fiscales departamentales.
- 26 de marzo: Inicio de la campaña electoral.
- 1 al 14 de abril: Depuración del padrón electoral.
- 25 de abril: Integración de las Juntas Electorales Municipales.
- 26 de abril: Presentación de las Juntas Receptoras de Votos. Designación y acreditación de fiscales municipales.
- 28 de abril: Publicación del padrón electoral actualizado.
- 10 de junio: Integración de las Juntas Receptoras de Voto.
- 23 de junio: Conclusión de la campaña electoral.
- 25 de junio: Primera vuelta electoral.
- 20 de agosto: Segunda vuelta electoral.

## Candidatos presidenciales
A partir de octubre de 2022, los partidos políticos comenzaron a realizar su proceso de proclamaciones en los que se anunció al binomio presidencial. 30 partidos políticos estaban habilitados para participar en las elecciones. La convocatoria oficial a las elecciones se realizó el 20 de enero de 2023. Los binomios presidenciales están ordenados conforme aparecieron en la papeleta presidencial; dicho orden fue establecido por el Tribunal Supremo Electoral.
| Partido | Partido                         | Candidato presidencial                                              | Candidato presidencial | Candidato vicepresidencial                                                              | Candidato vicepresidencial                                                                                        | Información adicional                                                   |
| ------- | ------------------------------- | ------------------------------------------------------------------- | --- | --------------------------------------------------------------------------------------- | --- | ----------------------------------------------------------------------- |
|         | UNE                             |                                                                     | Sandra Torres Primera dama de Guatemala (2008–2011) | Romeo Estuardo Guerra                                                                   | 8 de enero de 2023 (proclamación)26 de enero de 2023 (inscripción)                                                |                                                                         |
|         | Partido Azul                    |                                                                     | Isaac Farchi Diputado del Congreso (1996–2000) | Mauricio Zaldaña                                                                        | 4 de diciembre de 2022 (proclamación)26 de enero de 2023 (inscripción)                                            |                                                                         |
|         | Valor Unionista                 |                                                                     | Zury Ríos (Valor) 2.ª Vicepresidenta del Congreso (2000–2004) Diputada del Congreso (1996–2012) |                                                                                         | Héctor Cifuentes (Unionista) Diputado del Congreso (2000–2004) Ministro de Trabajo y Previsión Social (1997–1998) | 11 de diciembre de 2022 (proclamación)26 de enero de 2023 (inscripción) |
|         | Cabal                           |                                                                     | Edmond Mulet Jefe de la MINUSTAH (2006–2007; 2010–2011) Presidente del Congreso (1992–1993) Diputado del Congreso (1982–1993) Otros cargosEmbajador en Estados Unidos (1993–1996) Embajador ante la Unión Europea (2000–2006) Jefe de Gabinete de la Secretaría General de la ONU (2015–2016) | Máximo Santa Cruz                                                                       | 11 de diciembre de 2022 (proclamación)26 de enero de 2023 (inscripción)                                           |                                                                         |
|         | Todos                           |                                                                     | Ricardo Sagastume Ministro de Economía (2015) | Guillermo González                                                                      | 26 de octubre de 2022 (proclamación)26 de enero de 2023 (inscripción)                                             |                                                                         |
|         | Vamos                           |                                                                     | Manuel Conde Orellana Diputado del Congreso (desde 2016) Diputado del Parlamento Centroamericano (1991–1996) | Luis Antonio Suárez Decano de la Facultad de Ciencias Económicas de la USAC (2015–2023) | 7 de enero de 2023 (proclamación)27 de enero de 2023 (inscripción)                                                |                                                                         |
|         | PHG                             |                                                                     | Rudio Lecsan Mérida Diputado del Congreso (1996–2000; desde 2020) Director de la Policía Nacional Civil (2000–2001) 3.er Vicepresidente del Congreso (1996–1997) | Rubén Darío Rosales Alcalde de Santa María Cahabón (2008–2012)                          | 10 de diciembre de 2022 (proclamación)26 de enero de 2023 (inscripción)                                           |                                                                         |
|         | Partido Republicano             |                                                                     | Rafael Espada Diputado del Parlamento Centroamericano (2012–2016) Vicepresidente de Guatemala (2008–2012) | Arturo Herrador                                                                         | 14 de enero de 2023 (proclamación)27 de enero de 2023 (inscripción)                                               |                                                                         |
|         | Partido de Integración Nacional |                                                                     | Luis Lam Padilla Embajador ante la Organización de las Naciones Unidas (2019–2022) | Otto Marroquín                                                                          | 8 de enero de 2023 (proclamación)27 de enero de 2023 (inscripción)                                                |                                                                         |
|         | Comunidad Elefante              | Hugo Peña                                                           | Hugo Jhonson | 11 de febrero de 2023 (proclamación)1 de marzo de 2023 (inscripción)                    | |                                                                         |
|         | Victoria                        |                                                                     | Amílcar Rivera Alcalde de Mixco (2004–2012) | Fernando Mazariegos                                                                     | 15 de enero de 2023 (proclamación)31 de enero de 2023 (inscripción)                                               |                                                                         |
|         | Semilla                         |                                                                     | Bernardo Arévalo Diputado del Congreso (desde 2020) Embajador en España (1995–1996) Viceministro de Relaciones Exteriores (1994–1995) |                                                                                         | Karin Herrera Vicepresidenta del Colegio de Farmacéuticos y Químicos (2021–2023)                                  | 22 de enero de 2023 (proclamación)16 de febrero de 2023 (inscripción)   |
|         | FCN                             |                                                                     | Samuel Morales | Miguel Ángel Moir                                                                       | 12 de febrero de 2023 (proclamación)6 de marzo de 2023 (inscripción)                                              |                                                                         |
|         | Partido Político Nosotros       | Rudy Guzmán                                                         | | Diego González Diputado del Congreso (desde 2020)                                       | 22 de enero de 2023 (proclamación)31 de enero de 2023 (inscripción)                                               |                                                                         |
|         | Unión Republicana               | Giulio Talamonti Director del Sistema Penitenciario (2009)          | Oscar Barrientos | 29 de enero de 2023 (proclamación)20 de febrero de 2023 (inscripción)                   | |                                                                         |
|         | URNG Winaq                      |                                                                     | Amílcar Pop (Winaq) Diputado del Parlamento Centroamericano (desde 2020) Diputado del Congreso (2012–2020) | Mónica Enríquez (URNG)                                                                  | 29 de enero de 2023 (proclamación)6 de marzo de 2023 (inscripción)                                                |                                                                         |
|         | CREO                            |                                                                     | Francisco Arredondo Ministro de Salud Pública y Asistencia Social (2012) |                                                                                         | Francisco Bermúdez Amado Ministro de la Defensa Nacional (2005–2006)                                              | 26 de febrero de 2023 (proclamación)26 de marzo de 2023 (inscripción)   |
|         | BIEN                            |                                                                     | Giovanni Reyes Ortiz | Oscar Figueroa                                                                          | 12 de febrero de 2023 (proclamación)14 de marzo de 2023 (inscripción)                                             |                                                                         |
|         | VIVA                            |                                                                     | Armando Castillo 3.er Vicepresidente del Congreso (2020–2022) Diputado del Congreso (desde 2020) | Edgar Grisolia                                                                          | 11 de febrero de 2023 (proclamación)10 de marzo de 2023 (inscripción)                                             |                                                                         |
|         | Mi Familia                      | Julio Rivera Clavería Viceministro de Gobernación (1988–1989; 2012) | José Urrutia Estrada | 18 de marzo de 2023 (proclamación)27 de marzo de 2023 (inscripción)                     | |                                                                         |
|         | Cambio                          |                                                                     | Álvaro Trujillo Baldizón Diputado del Congreso (2012–2016) |                                                                                         | Miguel Ángel Ibarra Viceministro de Relaciones Exteriores (2008–2010)                                             | 5 de febrero de 2023 (proclamación)16 de marzo de 2023 (inscripción)    |
|         | VOS                             |                                                                     | Manuel Villacorta Embajador en Israel (1999–2000) |                                                                                         | Jorge Mario García España                                                                                         | 26 de febrero de 2023 (proclamación)16 de marzo de 2023 (inscripción)   |

### Candidaturas rechazadas
El siguiente listado muestra a los precandidatos proclamados pero su inscripción fue rechazada por el Registro del Tribunal Supremo Electoral por no cumplir con los requisitos legales establecidos en la Ley Electoral y de Partidos Políticos. La inscripción de los precandidatos también fue rechazada por la Corte Suprema de Justicia y la Corte de Constitucionalidad, por lo que quedaron fuera de la contienda.
| Partido | Partido | Precandidato presidencial                                                                                          | Precandidato presidencial                                                          | Precandidato vicepresidencial                                                 | Precandidato vicepresidencial                                                                                     | Información adicional                                                             |
| ------- | ------- | --- | ---------------------------------------------------------------------------------- | ----------------------------------------------------------------------------- | --- | --------------------------------------------------------------------------------- |
|         | MLP     | | Thelma Cabrera                                                                     |                                                                               | Jordán Rodas Procurador de los Derechos Humanos (2017–2022)                                                       | 28 de diciembre de 2022 (proclamación)27 de enero de 2023 (inscripción rechazada) |
|         | Podemos | | Roberto Arzú                                                                       | David Esteban Pineda                                                          | 11 de diciembre de 2022 (proclamación)27 de enero de 2023 (inscripción)7 de febrero de 2023 (inscripción anulada) |                                                                                   |
|         | PODER   | Óscar Rodolfo Castañeda Ministro de Agricultura, Ganadería y Alimentación (2000) Diputado del Congreso (1996–2000) | Luis Adrián Ruiz Viceministro de Comunicaciones, Infraestructura y Vivienda (2012) | 19 de marzo de 2023 (proclamación)31 de marzo de 2023 (inscripción rechazada) | |                                                                                   |
|         | PC      | Carlos Pineda |                                                                                    | Efraín Orozco                                                                 | 5 de febrero de 2023 (proclamación)7 de marzo de 2023 (inscripción)19 de mayo de 2023 (inscripción anulada)       |                                                                                   |

### Candidaturas declinadas
El siguiente listado muestra a los partidos políticos que no presentaron un binomio presidencial, pero sí postularon candidatos a diputados y alcaldes.
- Partido Popular Guatemalteco (PPG) (anuncio realizado el 11 de febrero de 2023)[74]
- Partido de Avanzada Nacional (PAN) (anuncio realizado el 18 de febrero de 2023)[75]

## Resultados
El 12 de julio de 2023 el Tribunal Supremo Electoral emitió el acuerdo 1328-2023 en el cual se oficializaron los resultados de la elección presidencial realizada el 25 de junio del mismo año, siendo los siguientes:

### Primera vuelta
|  | 15.97 % |

|  | 21.10 % |

|  | 11.74 % |

|  | 15.51 % |

|  | 7.85 % |

|  | 10.37 % |

|  | 7.14 % |

|  | 9.44 % |

|  | 6.65 % |

|  | 8.78 % |

|  | 6.59 % |

|  | 8.70 % |

|  | 4.26 % |

|  | 5.62 % |

|  | 2.55 % |

|  | 3.37 % |

|  | 2.48 % |

|  | 3.27 % |

|  | 1.58 % |

|  | 2.09 % |

|  | 1.41 % |

|  | 1.86 % |

|  | 1.20 % |

|  | 1.59 % |

|  | 1.10 % |

|  | 1.46 % |

|  | 0.83 % |

|  | 1.10 % |

|  | 0.79 % |

|  | 1.04 % |

|  | 0.73 % |

|  | 0.96 % |

|  | 0.71 % |

|  | 0.94 % |

|  | 0.64 % |

|  | 0.84 % |

|  | 0.58 % |

|  | 0.77 % |

|  | 0.41 % |

|  | 0.54 % |

|  | 0.33 % |

|  | 0.43 % |

|  | 0.14 % |

|  | 0.22 % |

|  | 75.68 % |

|  | 100.00 % |

|  | 17.33 % |

|  | 6.98 % |

|  | 1.01 % |

|  | 100.00 % |

|  | 59.45 % |

#### Resultados por Departamento
| Candidato            | Candidato            | Distrito Central | Distrito Central |
| -------------------- | -------------------- | ---------------- | ---------------- |
|                      | Sandra Torres        | 25 488           | 5.46%            |
|                      | Bernardo Arévalo     | 138 592          | 29.67%           |
|                      | Manuel Conde         | 7 077            | 1.51%            |
|                      | Armando Castillo     | 17 714           | 3.79%            |
|                      | Edmond Mulet         | 33 544           | 7.18%            |
|                      | Zury Ríos            | 63 730           | 13.64%           |
|                      | Manuel Villacorta    | 45 044           | 9.64%            |
|                      | Giovanni Reyes       | 25 650           | 5.49%            |
|                      | Amílcar Rivera       | 7 526            | 1.61%            |
|                      | Amílcar Pop          | 6 699            | 1.43%            |
|                      | Ricardo Sagastume    | 1 394            | 0.30%            |
|                      | Rudy Guzmán          | 1 343            | 0.29%            |
|                      | Isaac Farchi         | 6 183            | 1.32%            |
|                      | Julio Clavería       | 7 958            | 1.70%            |
|                      | Francisco Arredondo  | 7 678            | 1.64%            |
|                      | Giulio Talamonti     | 6 100            | 1.31%            |
|                      | Hugo Peña            | 5 060            | 1.08%            |
|                      | Lecsan Mérida        | 696              | 0.14%            |
|                      | Rafael Espada        | 6 002            | 1.28%            |
|                      | Samuel Morales       | 1 436            | 0.31%            |
|                      | Álvaro Trujillo      | 547              | 0.11%            |
|                      | Luis Lam             | 1 228            | 0.26%            |
| Votos válidos        | Votos válidos        | 416 689          | 89.20%           |
| Votos nulos          | Votos nulos          | 45 516           | 9.74%            |
| Votos en blanco      | Votos en blanco      | 4 930            | 1.05%            |
| Habitantes Inscritos | Habitantes Inscritos | 828 662          | 828 662          |
| Participación        | Participación        | 467 135          | 56.37%           |
| Abstencionismo       | Abstencionismo       | 361 527          | 43.62%           |

| Candidato            | Candidato            | Guatemala | Guatemala | Sacatepéquez | Sacatepéquez | Chimaltenango | Chimaltenango | El Progreso | El Progreso | Escuintla | Escuintla |
| -------------------- | -------------------- | --------- | --------- | ------------ | ------------ | ------------- | ------------- | ----------- | ----------- | --------- | --------- |
|                      | Sandra Torres        | 73 610    | 9.57%     | 9 361        | 6.46%        | 23 073        | 10.56%        | 12 731      | 15.46%      | 57 223    | 20.41%    |
|                      | Bernardo Arévalo     | 178 574   | 23.23%    | 32 848       | 22.67%       | 26 071        | 12.24%        | 7 356       | 8.93%       | 24 554    | 8.76%     |
|                      | Manuel Conde         | 23 547    | 3.06%     | 6 424        | 4.43%        | 22 390        | 10.27%        | 11 612      | 14.10%      | 16 202    | 5.78%     |
|                      | Armando Castillo     | 53 448    | 6.95%     | 10 424       | 7.19%        | 15 840        | 7.26%         | 4 307       | 5.23%       | 30 592    | 10.91%    |
|                      | Edmond Mulet         | 40 780    | 5.30%     | 13 343       | 9.21%        | 17 558        | 8.05%         | 4 965       | 6.03%       | 18 530    | 6.61%     |
|                      | Zury Ríos            | 75 438    | 9.81%     | 8 841        | 6.10%        | 11 726        | 5.37%         | 6 640       | 8.06%       | 19 806    | 7.06%     |
|                      | Manuel Villacorta    | 55 579    | 7.23%     | 11 399       | 7.86%        | 10 552        | 4.84%         | 1 872       | 2.27%       | 8 865     | 3.16%     |
|                      | Giovanni Reyes       | 34 028    | 4.42%     | 3 548        | 2.45%        | 4 018         | 1.84%         | 1 350       | 1.64%       | 3 900     | 1.39%     |
|                      | Amílcar Rivera       | 28 038    | 3.64%     | 2 963        | 2.04%        | 7 949         | 3.64%         | 803         | 0.98%       | 8 378     | 2.99%     |
|                      | Amílcar Pop          | 11 235    | 1.46%     | 2 488        | 1.72%        | 5 535         | 2.54%         | 400         | 0.49%       | 2 283     | 0.85%     |
|                      | Ricardo Sagastume    | 2 416     | 0.31%     | 1 392        | 0.96%        | 4 045         | 1.85%         | 325         | 0.39%       | 1 672     | 0.60%     |
|                      | Rudy Guzmán          | 4 958     | 0.64%     | 2 624        | 1.81%        | 1 727         | 0.79%         | 266         | 0.32%       | 3 038     | 1.09%     |
|                      | Isaac Farchi         | 9 673     | 1.26%     | 1 973        | 1.36%        | 2 128         | 0.97%         | 704         | 0.85%       | 3 933     | 1.40%     |
|                      | Julio Clavería       | 11 830    | 1.54%     | 2 801        | 1.93%        | 2 369         | 1.09%         | 764         | 0.93%       | 1 762     | 0.63%     |
|                      | Francisco Arredondo  | 6 076     | 0.79%     | 966          | 0.66%        | 1 173         | 0.54%         | 292         | 0.35%       | 1 283     | 0.46%     |
|                      | Giulio Talamonti     | 10 732    | 1.40%     | 2 343        | 1.62%        | 2 045         | 0.94%         | 376         | 0.46%       | 1 806     | 0.64%     |
|                      | Hugo Peña            | 8 480     | 1.10%     | 1 337        | 0.92%        | 1 823         | 0.83%         | 116         | 0.15%       | 1 997     | 0.71%     |
|                      | Lecsan Mérida        | 2 847     | 0.37%     | 194          | 0.13%        | 377           | 0.17%         | 193         | 0.23%       | 366       | 0.13%     |
|                      | Rafael Espada        | 6 772     | 0.88%     | 1 576        | 1.08%        | 1 320         | 0.60%         | 283         | 0.34%       | 2 156     | 0.77%     |
|                      | Samuel Morales       | 3 923     | 0.51%     | 941          | 0.65%        | 2 084         | 0.95%         | 227         | 0.27%       | 999       | 0.36%     |
|                      | Álvaro Trujillo      | 2 575     | 0.33%     | 196          | 0.13%        | 580           | 0.27%         | 130         | 0.16%       | 523       | 0.19%     |
|                      | Luis Lam             | 1 834     | 0.24%     | 349          | 0.24%        | 382           | 0.17%         | 98          | 0.12%       | 269       | 0.09%     |
| Votos válidos        | Votos válidos        | 646 393   | 84.10%    | 118 331      | 81.69%       | 165 395       | 75.86%        | 55 810      | 67.69%      | 210 237   | 75.01%    |
| Votos nulos          | Votos nulos          | 106 708   | 13.88%    | 19 992       | 13.80%       | 36 623        | 16.79%        | 19 929      | 24.20%      | 57 257    | 20.42%    |
| Votos en blanco      | Votos en blanco      | 15 472    | 2.01%     | 6 529        | 4.50%        | 15 993        | 7.33%         | 6 582       | 8.00%       | 12 782    | 4.56%     |
| Habitantes Inscritos | Habitantes Inscritos | 1 259 798 | 1 259 798 | 213 590      | 213 590      | 334 514       | 334 514       | 126 126     | 126 126     | 451 667   | 451 667   |
| Participación        | Participación        | 768 573   | 61.03%    | 144 852      | 67.82%       | 218 011       | 65.17%        | 82 321      | 65.26%      | 280 276   | 62.05%    |
| Abstencionismo       | Abstencionismo       | 490 640   | 38.96%    | 68 738       | 32.18%       | 116 503       | 34.83%        | 43 807      | 34.73%      | 171 391   | 37.95%    |

| Candidato            | Candidato            | Santa Rosa | Santa Rosa | Sololá  | Sololá  | Totonicapán | Totonicapán | Quetzaltenango | Quetzaltenango | Suchitepéquez | Suchitepéquez |
| -------------------- | -------------------- | ---------- | ---------- | ------- | ------- | ----------- | ----------- | -------------- | -------------- | ------------- | ------------- |
|                      | Sandra Torres        | 34 212     | 21.63%     | 24 942  | 12.59%  | 17 863      | 12.61%      | 26 912         | 8.98%          | 37 067        | 18.36%        |
|                      | Bernardo Arévalo     | 14 515     | 9.18%      | 13 446  | 6.79%   | 11 560      | 8.15%       | 44 840         | 14.96%         | 15 463        | 7.66%         |
|                      | Manuel Conde         | 16 121     | 10.19%     | 35 042  | 17.87%  | 6 654       | 4.70%       | 24 983         | 8.33%          | 16 006        | 7.92%         |
|                      | Armando Castillo     | 8 710      | 5.50%      | 21 990  | 11.10%  | 15 145      | 10.69%      | 20 998         | 7.00%          | 26 572        | 13.16%        |
|                      | Edmond Mulet         | 12 523     | 7.91%      | 22 432  | 11.32%  | 15 127      | 10.68%      | 17 134         | 5.71%          | 9 374         | 4.64%         |
|                      | Zury Ríos            | 10 393     | 6.57%      | 4 290   | 2.16%   | 8 528       | 6.01%       | 19 556         | 6.52%          | 7 787         | 3.85%         |
|                      | Manuel Villacorta    | 3 056      | 1.93%      | 5 675   | 2.86%   | 8 166       | 5.76%       | 22 959         | 7.65%          | 7 404         | 3.67%         |
|                      | Giovanni Reyes       | 2 531      | 1.60%      | 1 167   | 0.59%   | 5 751       | 4.06%       | 6 432          | 2.15%          | 3 820         | 1.89%         |
|                      | Amílcar Rivera       | 1 514      | 0.95%      | 4 224   | 2.13%   | 3 643       | 2.57%       | 9 071          | 3.02%          | 3 044         | 1.51%         |
|                      | Amílcar Pop          | 824        | 0.52%      | 5 667   | 2.86%   | 3 025       | 2.12%       | 7 019          | 2.34%          | 2 117         | 1.04%         |
|                      | Ricardo Sagastume    | 361        | 0.22%      | 2 000   | 1.00%   | 1 922       | 1.36%       | 5 449          | 1.82%          | 4 230         | 2.09%         |
|                      | Rudy Guzmán          | 1 009      | 0.64%      | 1 079   | 0.54%   | 1 915       | 1.35%       | 5 210          | 1.74%          | 4 847         | 2.40%         |
|                      | Isaac Farchi         | 934        | 0.59%      | 891     | 0.45%   | 1 632       | 1.15%       | 4 480          | 1.49%          | 2 951         | 1.46%         |
|                      | Julio Clavería       | 798        | 0.50%      | 580     | 0.30%   | 940         | 0.66%       | 4 817          | 1.61%          | 1 027         | 0.51%         |
|                      | Francisco Arredondo  | 569        | 0.36%      | 541     | 0.27%   | 793         | 0.56%       | 2 148          | 0.72%          | 691           | 0.34%         |
|                      | Giulio Talamonti     | 891        | 0.56%      | 567     | 0.28%   | 1 248       | 0.88%       | 2 165          | 0.72%          | 940           | 0.47%         |
|                      | Hugo Peña            | 290        | 0.18%      | 1 131   | 0.57%   | 501         | 0.35%       | 981            | 0.33%          | 1 633         | 0.81%         |
|                      | Lecsan Mérida        | 149        | 0.09%      | 230     | 0.12%   | 264         | 0.18%       | 1 793          | 0.60%          | 417           | 0.21%         |
|                      | Rafael Espada        | 567        | 0.36%      | 598     | 0.30%   | 740         | 0.52%       | 1 639          | 0.55%          | 723           | 0.36%         |
|                      | Samuel Morales       | 658        | 0.42%      | 515     | 0.26%   | 649         | 0.46%       | 1 013          | 0.34%          | 916           | 0.45%         |
|                      | Álvaro Trujillo      | 64         | 0.04%      | 273     | 0.14%   | 757         | 0.53%       | 572            | 0.19%          | 1 120         | 0.55%         |
|                      | Luis Lam             | 146        | 0.09%      | 137     | 0.07%   | 193         | 0.13%       | 475            | 0.16%          | 254           | 0.13%         |
| Votos válidos        | Votos válidos        | 110 835    | 70.10%     | 147 777 | 74.59%  | 107 016     | 75.54%      | 230 646        | 76.94%         | 148 403       | 73.51%        |
| Votos nulos          | Votos nulos          | 36 185     | 22.88%     | 30 046  | 15.16%  | 22 807      | 16.10%      | 42 679         | 14.23%         | 35 694        | 17.68%        |
| Votos en blanco      | Votos en blanco      | 11 128     | 7.03%      | 20 300  | 10.24%  | 11 846      | 8.36%       | 26 438         | 8.81%          | 17 777        | 8.80%         |
| Habitantes Inscritos | Habitantes Inscritos | 262 171    | 262 171    | 261 051 | 261 051 | 245 061     | 245 061     | 505 337        | 505 337        | 313 503       | 313 503       |
| Participación        | Participación        | 158 148    | 60.33%     | 198 123 | 75.89%  | 141 669     | 57.81%      | 299 763        | 59.32%         | 201 874       | 64.39%        |
| Abstencionismo       | Abstencionismo       | 104 023    | 39.67%     | 62 928  | 24.11%  | 103 392     | 42.19%      | 205 574        | 40.68%         | 111 629       | 35.61%        |

| Candidato            | Candidato            | Retalhuleu | Retalhuleu | San Marcos | San Marcos | Huehuetenango | Huehuetenango | Quiché  | Quiché  | Baja Verapaz | Baja Verapaz |
| -------------------- | -------------------- | ---------- | ---------- | ---------- | ---------- | ------------- | ------------- | ------- | ------- | ------------ | ------------ |
|                      | Sandra Torres        | 18 463     | 16,02%     | 60 152     | 17.53%     | 70 784        | 18.31%        | 63 231  | 18.64%  | 21 032       | 19.79%       |
|                      | Bernardo Arévalo     | 9 292      | 8.06%      | 21 827     | 6.36%      | 19 420        | 5.02%         | 11 977  | 3.53%   | 6 016        | 5.66%        |
|                      | Manuel Conde         | 7 384      | 6.41%      | 20 808     | 6.07%      | 61 034        | 15.79%        | 52 374  | 15.45%  | 6 505        | 6.12%        |
|                      | Armando Castillo     | 14 366     | 12.46%     | 25 235     | 7.37%      | 16 245        | 4.20%         | 30 392  | 8.96%   | 6 170        | 5.81%        |
|                      | Edmond Mulet         | 6 819      | 5.91%      | 24 088     | 7.02%      | 27 646        | 7.15%         | 37 471  | 11.05%  | 5 281        | 4.97%        |
|                      | Zury Ríos            | 12 329     | 10.70%     | 8 536      | 2.49%      | 10 886        | 2.82%         | 20 949  | 6.17%   | 3 705        | 3.48%        |
|                      | Manuel Villacorta    | 3 549      | 3.08%      | 10 068     | 2.93%      | 8 985         | 2.32%         | 5 043   | 1.49%   | 2 585        | 2,43%        |
|                      | Giovanni Reyes       | 5 540      | 4.81%      | 12 159     | 3.54%      | 12 823        | 3.32%         | 1 437   | 0.42%   | 1 009        | 0.95%        |
|                      | Amílcar Rivera       | 1 397      | 1.21%      | 7 342      | 2.14%      | 5 088         | 1.32%         | 3 985   | 1.17%   | 2 687        | 2.53%        |
|                      | Amílcar Pop          | 1 573      | 1.36%      | 5 085      | 1.48%      | 11 715        | 3.03%         | 5 504   | 1.62%   | 2 985        | 2.81%        |
|                      | Ricardo Sagastume    | 331        | 0.28%      | 7 638      | 2.23%      | 15 779        | 4.08%         | 10 641  | 3.14%   | 4 468        | 4.20%        |
|                      | Rudy Guzmán          | 879        | 0.76%      | 6 221      | 1.81%      | 4 448         | 1.16%         | 5 845   | 1.72%   | 438          | 0.41%        |
|                      | Isaac Farchi         | 974        | 0.84%      | 4 065      | 1.18%      | 2 455         | 0.63%         | 1 467   | 0.40%   | 1 578        | 1.48%        |
|                      | Julio Clavería       | 542        | 0.47%      | 1 563      | 0.46%      | 1 329         | 0.34%         | 985     | 0.29%   | 635          | 0.60%        |
|                      | Francisco Arredondo  | 359        | 0.31%      | 12 191     | 3.55%      | 1 322         | 0.34%         | 1 262   | 0.37%   | 437          | 0.41%        |
|                      | Giulio Talamonti     | 570        | 0.50%      | 2 405      | 0.70%      | 1 964         | 0.51%         | 960     | 0.28%   | 390          | 0.37%        |
|                      | Hugo Peña            | 271        | 0.24%      | 4 694      | 1.37%      | 965           | 0.25%         | 470     | 0.14%   | 1 576        | 1.48%        |
|                      | Lecsan Mérida        | 107        | 0.09%      | 6 013      | 1.75%      | 2 526         | 0.65%         | 303     | 0.09%   | 652          | 0.61%        |
|                      | Rafael Espada        | 432        | 0.37%      | 1 832      | 0.53%      | 1 508         | 0.39%         | 1 057   | 0.31%   | 297          | 0.28%        |
|                      | Samuel Morales       | 320        | 0.28%      | 1 334      | 0.39%      | 986           | 0.25%         | 736     | 0.22%   | 321          | 0.30%        |
|                      | Álvaro Trujillo      | 62         | 0.05%      | 193        | 0.06%      | 228           | 0.06%         | 391     | 0.11%   | 100          | 0.09%        |
|                      | Luis Lam             | 201        | 0.17%      | 524        | 0.15%      | 274           | 0.07%         | 236     | 0.07%   | 112          | 0.10%        |
| Votos válidos        | Votos válidos        | 85 760     | 74.43%     | 243 973    | 71.13%     | 278 450       | 72.04%        | 256 616 | 75.68%  | 68 979       | 64.92%       |
| Votos nulos          | Votos nulos          | 21 465     | 18.63%     | 61 442     | 17.91%     | 64 418        | 16.66%        | 49 234  | 14.52%  | 25 866       | 24.34%       |
| Votos en blanco      | Votos en blanco      | 7 992      | 6.93%      | 37 555     | 10.94%     | 43 652        | 11.29%        | 33 216  | 9.79%   | 11 399       | 10.73%       |
| Habitantes Inscritos | Habitantes Inscritos | 187 622    | 187 622    | 611 616    | 611 616    | 697 618       | 697 618       | 528 393 | 528 393 | 175 312      | 175 312      |
| Participación        | Participación        | 115 217    | 61.41%     | 342 970    | 56.08%     | 386 520       | 55.41%        | 339 066 | 64.19%  | 106 244      | 60.02%       |
| Abstencionismo       | Abstencionismo       | 72 405     | 38.59%     | 268 646    | 43.92%     | 311 098       | 44.59%        | 189 327 | 35.83%  | 69 068       | 39.39%       |

| Candidato            | Candidato            | Alta Verapaz | Alta Verapaz | Petén   | Petén   | Izabal  | Izabal  | Zacapa  | Zacapa  | Chiquimula | Chiquimula |
| -------------------- | -------------------- | ------------ | ------------ | ------- | ------- | ------- | ------- | ------- | ------- | ---------- | ---------- |
|                      | Sandra Torres        | 115 661      | 27.38%       | 41 595  | 23.86%  | 33 889  | 23.75%  | 21 439  | 19.95%  | 36 837     | 24.06%     |
|                      | Bernardo Arévalo     | 16 456       | 3.89%        | 10 336  | 5.93%   | 7 712   | 5,40%   | 7 427   | 6.91%   | 11 260     | 7.36%      |
|                      | Manuel Conde         | 32 466       | 7.68%        | 10 978  | 6.30%   | 16 635  | 11.66%  | 8 466   | 7.87%   | 16 628     | 10.86%     |
|                      | Armando Castillo     | 27 079       | 6.41%        | 15 796  | 9.06%   | 9 948   | 6.97%   | 7 072   | 6.58%   | 5 573      | 3.64%      |
|                      | Edmond Mulet         | 12 176       | 2.88%        | 8 656   | 4.96%   | 5 486   | 3.84%   | 7 168   | 6.67%   | 5 870      | 3.83%      |
|                      | Zury Ríos            | 19 660       | 4,65%        | 7 671   | 4.40%   | 6 754   | 4.73%   | 8 632   | 8.03%   | 8 436      | 5.51%      |
|                      | Manuel Villacorta    | 7 492        | 1.77%        | 2 754   | 1.58%   | 3 112   | 2.18%   | 1 795   | 1.67%   | 5 126      | 3.34%      |
|                      | Giovanni Reyes       | 2 950        | 0.70%        | 1 901   | 1.09%   | 2 448   | 1.71%   | 2 305   | 2.15%   | 2 462      | 1.61%      |
|                      | Amílcar Rivera       | 28 745       | 6.80%        | 1 367   | 0.78%   | 1 548   | 1.08%   | 948     | 0.88%   | 1 542      | 1.01%      |
|                      | Amílcar Pop          | 8 207        | 1.94%        | 1 616   | 0.93%   | 847     | 0.59%   | 393     | 0.37%   | 846        | 0.55%      |
|                      | Ricardo Sagastume    | 1 050        | 0.25%        | 1 584   | 0.91%   | 3 238   | 2.27%   | 1 240   | 1.15%   | 575        | 0.37%      |
|                      | Rudy Guzmán          | 16 354       | 3.87%        | 907     | 0.52%   | 806     | 0.56%   | 327     | 0.30%   | 494        | 0.32%      |
|                      | Isaac Farchi         | 4 357        | 1.03%        | 622     | 0.36%   | 972     | 0.68%   | 2 254   | 2.09%   | 2 435      | 1.59%      |
|                      | Julio Clavería       | 1 811        | 0.43%        | 408     | 0.23%   | 477     | 0.33%   | 531     | 0.49%   | 836        | 0.55%      |
|                      | Francisco Arredondo  | 1 397        | 0.33%        | 413     | 0.24%   | 417     | 0.29%   | 290     | 0.27%   | 656        | 0.43%      |
|                      | Giulio Talamonti     | 850          | 0.20%        | 442     | 0.25%   | 576     | 0.40%   | 203     | 0.19%   | 646        | 0.42%      |
|                      | Hugo Peña            | 2 245        | 0.53%        | 191     | 0.11%   | 1 004   | 0.70%   | 316     | 0.29%   | 3 450      | 2.25%      |
|                      | Lecsan Mérida        | 15 295       | 3.62%        | 257     | 0.15%   | 170     | 0.12%   | 71      | 0.06%   | 116        | 0.07%      |
|                      | Rafael Espada        | 1 826        | 0.43%        | 424     | 0.24%   | 382     | 0.27%   | 435     | 0.40%   | 595        | 0.39%      |
|                      | Samuel Morales       | 2 805        | 0.66%        | 319     | 0.18%   | 342     | 0.24%   | 330     | 0.31%   | 501        | 0.33%      |
|                      | Álvaro Trujillo      | 1 258        | 0.30%        | 3 097   | 1.78%   | 1 441   | 1.01%   | 258     | 0.24%   | 1 994      | 1.30%      |
|                      | Luis Lam             | 354          | 0.08%        | 141     | 0.08%   | 130     | 0.09%   | 100     | 0.09%   | 155        | 0.10%      |
| Votos válidos        | Votos válidos        | 320 474      | 75.88%       | 111 475 | 63.93%  | 98 334  | 68.91%  | 72 000  | 67.00%  | 107 033    | 69.93%     |
| Votos nulos          | Votos nulos          | 76 696       | 18.16%       | 47 341  | 27.15%  | 37 450  | 26.24%  | 27 715  | 25.79%  | 32 715     | 21.37%     |
| Votos en blanco      | Votos en blanco      | 25 240       | 5.97%        | 15 526  | 8.90%   | 6 914   | 4.84%   | 7 748   | 7.21%   | 13 319     | 8.70%      |
| Habitantes Inscritos | Habitantes Inscritos | 640 437      | 640 437      | 323 814 | 323 814 | 249 620 | 249 620 | 172 379 | 172 379 | 260 952    | 260 952    |
| Participación        | Participación        | 422 410      | 65.96%       | 174 342 | 53.84%  | 142 698 | 57.16%  | 107 463 | 62.34%  | 153 067    | 58.66%     |
| Abstencionismo       | Abstencionismo       | 218 027      | 34.04%       | 149 472 | 46.16%  | 106 922 | 42.83%  | 64 916  | 37.66%  | 107 885    | 41,34%     |

| Candidato            | Candidato            | Jalapa  | Jalapa  | Jutiapa | Jutiapa | Guatemaltecos en USA | Guatemaltecos en USA |
| -------------------- | -------------------- | ------- | ------- | ------- | ------- | -------------------- | -------------------- |
|                      | Sandra Torres        | 21 954  | 20.05%  | 34 016  | 17.38%  | 57                   | 3.95%                |
|                      | Bernardo Arévalo     | 8 618   | 7.87%   | 15 580  | 7.96%   | 164                  | 11.36%               |
|                      | Manuel Conde         | 8 387   | 7.66%   | 14 099  | 7.21%   | 19                   | 1.32%                |
|                      | Armando Castillo     | 4 864   | 4.44%   | 8 975   | 4.59%   | 54                   | 3.74%                |
|                      | Edmond Mulet         | 10 049  | 9.18%   | 15 666  | 8.01%   | 171                  | 11.85%               |
|                      | Zury Ríos            | 8 677   | 7.92%   | 11 883  | 6.07%   | 175                  | 12.12%               |
|                      | Manuel Villacorta    | 1 892   | 1.73%   | 5 594   | 2.85%   | 120                  | 8.32%                |
|                      | Giovanni Reyes       | 1 804   | 1.65%   | 2 648   | 1.43%   | 33                   | 2.29%                |
|                      | Amílcar Rivera       | 1 502   | 1.37%   | 2 273   | 1.16%   | 14                   | 0.97%                |
|                      | Amílcar Pop          | 593     | 0.54%   | 893     | 0.46%   | 27                   | 1.87%                |
|                      | Ricardo Sagastume    | 1 223   | 1.12%   | 3 604   | 1.84%   | 5                    | 0.35%                |
|                      | Rudy Guzmán          | 666     | 0.60%   | 673     | 0.34%   | 2                    | 0.14%                |
|                      | Isaac Farchi         | 1 900   | 1.73%   | 3 000   | 1.53%   | 11                   | 0.76%                |
|                      | Julio Clavería       | 411     | 0.37%   | 912     | 0.47%   | 6                    | 0.42%                |
|                      | Francisco Arredondo  | 328     | 0.30%   | 663     | 0.34%   | 3                    | 0.21%                |
|                      | Giulio Talamonti     | 1 434   | 1.31%   | 702     | 0.36%   | 3                    | 0.21%                |
|                      | Hugo Peña            | 183     | 0.17%   | 553     | 0.28%   | 4                    | 0.28%                |
|                      | Lecsan Mérida        | 153     | 0.14%   | 1 095   | 0.56%   | 1                    | 0.07%                |
|                      | Rafael Espada        | 341     | 0.31%   | 626     | 0.32%   | 8                    | 0.55%                |
|                      | Samuel Morales       | 424     | 0.39%   | 534     | 0.27%   | 3                    | 0.21%                |
|                      | Álvaro Trujillo      | 298     | 0.27%   | 1 054   | 0.54%   | 4                    | 0.28%                |
|                      | Luis Lam             | 62      | 0.06%   | 124     | 0.06%   | 2                    | 0.14%                |
| Votos válidos        | Votos válidos        | 75 763  | 69.22%  | 125 167 | 63.97%  | 886                  | 61.40%               |
| Votos nulos          | Votos nulos          | 22 114  | 20.20%  | 45 946  | 23.48%  | 551                  | 38.18%               |
| Votos en blanco      | Votos en blanco      | 11 574  | 10.57%  | 24 524  | 12.53%  | 6                    | 0.42%                |
| Habitantes Inscritos | Habitantes Inscritos | 190 514 | 190 514 | 319 914 | 319 914 | 90 708               | 90 708               |
| Participación        | Participación        | 109 451 | 57.45%  | 195 637 | 61.15%  | 1 443                | 1.59%                |
| Abstencionismo       | Abstencionismo       | 81 063  | 42.55%  | 124 277 | 38.84%  | 89 265               | 98.40%               |

### Segunda Vuelta
La segunda vuelta se efectuó el 20 de agosto de 2023.

Resultados electorales por municipio Segunda Vuelta

Véase también: Anexo:Resultados elecciones presidenciales por municipio de Guatemala del 2023
|  | 58.01 % |

|  | 60.91 % |

|  | 37.24 % |

|  | 39.10 % |

|  | 95.25 % |

|  | 100.00 % |

|  | 3.49 % |

|  | 1.25 % |

|  | 0.57 % |

|  | 44.98 % |

|  | 55.01 % |

|  | 79.62 % |

|  | 74.93 % |

|  | 82.36 % |

|  | 15.26 % |

|  | 20.67 % |

|  | 14.44 % |

|  | 94.87 % |

|  | 95.60 % |

|  | 96.81 % |

|  | 3.82 % |

|  | 3.23 % |

|  | 2.46 % |

|  | 1.29 % |

|  | 1.16 % |

|  | 0.71 % |

|  | 57.05 % |

|  | 55.00 % |

|  | 52.40 % |

|  | 43.95 % |

|  | 45.00 % |

|  | 47.60 % |

|  | 69.06 % |

|  | 55.47 % |

|  | 47.18 % |

|  | 26.99 % |

|  | 40.51 % |

|  | 46.88 % |

|  | 96.06 % |

|  | 95.98 % |

|  | 94.02 % |

|  | 3.08 % |

|  | 2.95 % |

|  | 3.91 % |

|  | 0.84 % |

|  | 1.05 % |

|  | 2.05 % |

|  | 47.68 % |

|  | 46.00 % |

|  | 48.76 % |

|  | 52.32 % |

|  | 54.00 % |

|  | 51.24 % |

|  | 52.34 % |

|  | 52.17 % |

|  | 67.50 % |

|  | 43.08 % |

|  | 43.29 % |

|  | 26.50 % |

|  | 95.42 % |

|  | 95.46 % |

|  | 94.01 % |

|  | 3.53 % |

|  | 3.81 % |

|  | 4.96 % |

|  | 1.03 % |

|  | 0.71 % |

|  | 1.02 % |

|  | 41.75 % |

|  | 52.47 % |

|  | 37.94 % |

|  | 58.25 % |

|  | 47.53 % |

|  | 62.05 % |

|  | 68.85 % |

|  | 47.91 % |

|  | 53.40 % |

|  | 27.26 % |

|  | 45.72 % |

|  | 41.60 % |

|  | 96.10 % |

|  | 93.63 % |

|  | 95.08 % |

|  | 2.92 % |

|  | 3.50 % |

|  | 3.75 % |

|  | 0.96 % |

|  | 2.85 % |

|  | 1.16 % |

|  | 44.63 % |

|  | 49.70 % |

|  | 44.06 % |

|  | 55.37 % |

|  | 50.30 % |

|  | 55.93 % |

|  | 47.84 % |

|  | 48.52 % |

|  | 40.37 % |

|  | 46.42 % |

|  | 46.22 % |

|  | 54.76 % |

|  | 94.26 % |

|  | 94.75 % |

|  | 95.13 % |

|  | 3.73 % |

|  | 3.75 % |

|  | 3.08 % |

|  | 2.00 % |

|  | 1.50 % |

|  | 1.78 % |

|  | 35.46 % |

|  | 30.95 % |

|  | 39.96 % |

|  | 64.54 % |

|  | 69.05 % |

|  | 60.04 % |

|  | 54.62 % |

|  | 32.43 % |

|  | 44.65 % |

|  | 41.12 % |

|  | 63.80 % |

|  | 50.12 % |

|  | 95.77 % |

|  | 96.23 % |

|  | 94.77 % |

|  | 4.05 % |

|  | 3.18 % |

|  | 3.68 % |

|  | 0.20 % |

|  | 0.58 % |

|  | 1.55 % |

|  | 39.89 % |

|  | 49.04 % |

|  | 32.76 % |

|  | 60.11 % |

|  | 50.96 % |

|  | 67.24 % |

|  | 41.14 % |

|  | 37.40 % |

|  | 48.17 % |

|  | 54.23 % |

|  | 56.58 % |

|  | 46.92 % |

|  | 95.37 % |

|  | 93.99 % |

|  | 95.09 % |

|  | 3.98 % |

|  | 4.67 % |

|  | 3.21 % |

|  | 0.64 % |

|  | 1.33 % |

|  | 1.69 % |

|  | 44.02 % |

|  | 51.63 % |

|  | 39.60 % |

|  | 55.98 % |

|  | 48.37 % |

|  | 60.40 % |

|  | 48.71 % |

|  | 51.16 % |

|  | 85.05 % |

|  | 47.20 % |

|  | 45.01 % |

|  | 11.40 % |

|  | 95.92 % |

|  | 96.17 % |

|  | 96.46 % |

|  | 3.54 % |

|  | 3.16 % |

|  | 3.32 % |

|  | 0.53 % |

|  | 0.65 % |

|  | 0.21 % |

|  | 38.85 % |

|  | 40.02 % |

|  | 1.55 % |

|  | 61.15 % |

|  | 59.98 % |

|  | 98.45 % |

## Eventos posteriores

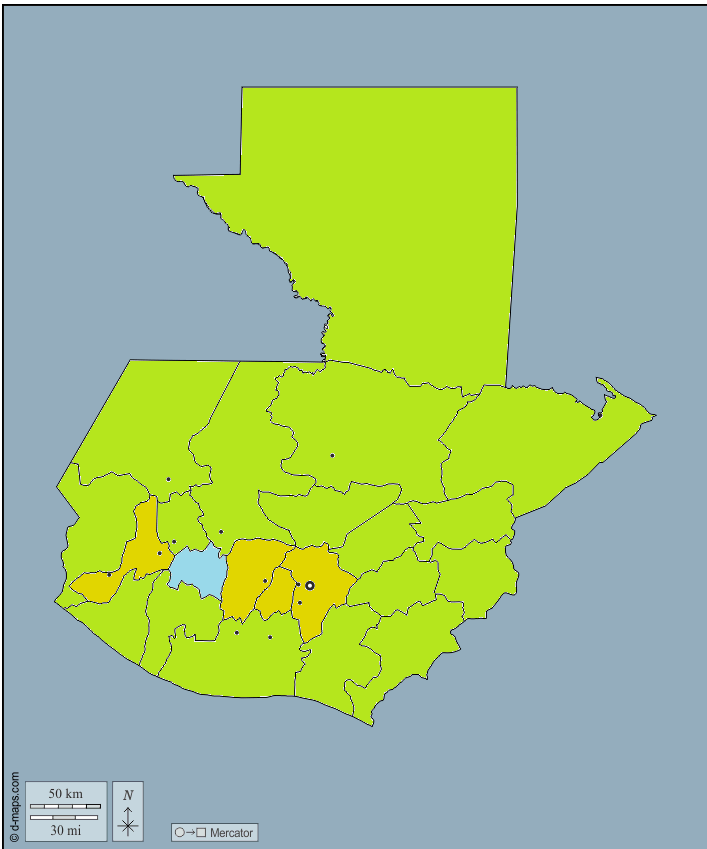
Sandra Torres (17)Bernardo Arevalo (4)Manuel Conde (1)

Los resultados preliminares de las elecciones generales indicaron que Sandra Torres de la Unidad Nacional de la Esperanza y Bernardo Arévalo del Movimiento Semilla disputarían la segunda vuelta, mientras que en tercer lugar se posicionaba el candidato oficialista Manuel Conde Orellana de Vamos. Sin embargo, la certificación de los resultados se retrasó debido a un controvertido amparo concedido por la Corte de Constitucionalidad a nueve partidos de derecha, incluido el partido oficialista Vamos. Estos partidos impugnaron el resultado alegando «irregularidades» y «fraude electoral» a favor de Arévalo, incluso llegaron a pedir una nueva elección. La Corte ordenó una nueva revisión de actas impugnadas, que se realizó durante la primera semana del mes de julio y no reflejaron mayores cambios en los resultados preliminares. Posteriormente, la Corte Suprema de Justicia declaró sin lugar el amparo pedido por los partidos y el Tribunal Supremo Electoral fue autorizado para oficializar los resultados electorales.
El 12 de julio del mismo año, el Tribunal Supremo Electoral oficializó los resultados y confirmó que Torres y Arévalo disputarían la segunda vuelta, sin embargo, al mismo tiempo, el fiscal Rafael Curruchiche del Ministerio Público anunció que, a petición de la Fiscalía Especial Contra la Impunidad, el juez Fredy Orellana suspendió la personalidad jurídica del Movimiento Semilla por un supuesto caso de firmas falsas de afiliados para la formación del partido político y ordenó al tribunal electoral la cancelación del partido político. Tanto el Tribunal Supremo Electoral como expertos en derecho afirmaron que el juez no actuó conforme a la Ley Electoral y de Partidos Políticos y que su medida ponía en riesgo el desarrollo de la segunda vuelta electoral. Ante esto, el Movimiento Semilla presentó un amparo ante la Corte de Constitucionalidad para revertir la orden del juez. La Corte concedió el amparo de manera provisional y Semilla se mantiene en la segunda vuelta. También se convocaron manifestaciones para pedir la renuncia de la fiscal general María Consuelo Porras, el fiscal Curruchiche y el juez Orellana.
La constante judicialización de las elecciones ha sido ampliamente criticada por diversas organizaciones nacionales e internacionales, incluyendo el Tribunal Supremo Electoral, la sociedad civil, el sector privado, organizaciones no gubernamentales, medios de comunicación, la iglesia católica, la Misión de Observación Electoral en Guatemala, la Organización de las Naciones Unidas, la Organización de Estados Americanos, Estados Unidos, Reino Unido, y países europeos y latinoamericanos, que pidieron respetar los resultados electorales, negaron las acusaciones de fraude y afirmaron que los resultados coincidían con sus observaciones, también condenaron el intento de proscripción del partido Semilla. Incluso, en una declaración bipartidista, el Congreso de los Estados Unidos pidió al presidente Joe Biden que imponga sanciones contra de los responsables de «amenazar la democracia» en Guatemala. Alrededor de veinte expresidentes conservadores de España y América Latina emitieron un comunicado conjunto en el que condenaron el intento de inhabilitar a Arévalo y su partido político, y lo compararon con la reciente inhabilitación de la líder opositora venezolana María Corina Machado. El periodista argentino Andrés Oppenheimer calificó las acusaciones de fraude electoral en Guatemala como un intento de «golpe de estado», y las comparó con los intentos de Donald Trump de anular los resultados de las elecciones presidenciales de Estados Unidos de 2020. Por su parte, el Ministerio Público se defendió afirmando que no tienen la intención de «interferir» ni «inhabilitar» la participación de los candidatos.

## Reacciones

### Internacionales
- Argentina: El canciller argentino, Santiago Cafiero, felicitó a Bernardo Arévalo a través de su cuenta de X: «La Argentina saluda al pueblo guatemalteco por la jornada electoral y transmite sus felicitaciones al presidente electo, Bernardo Arévalo. Seguiremos fortaleciendo los históricos lazos de amistad que nos unen».[93]
- Brasil: El Ministerio de Relaciones Exteriores de Brasil, se hizo presente mediante un comunicado, felicitando a Arévalo: «El Gobierno brasileño desea al presidente electo de Guatemala mucho éxito en su mandato y reafirma su voluntad de fortalecer los lazos de amistad y cooperación entre los dos países».[94]
- El Salvador: El Ministerio de Relaciones Exteriores de El Salvador emitió una publicación, expresando «su disposición por trabajar con las autoridades del nuevo Gobierno de la República de Guatemala, con el fin de fortalecer las relaciones bilaterales en los temas de interés mutuo que beneficien a ambas poblaciones». Por su parte, el presidente Nayib Bukele llamó al presidente electo Arévalo para felicitarlo, siendo uno de los primeros mandatarios en hacerlo.[95]
- Estados Unidos: El presidente de Estados Unidos, Joe Biden, felicitó al presidente electo, Bernardo Arévalo, que se ha impuesto en un proceso que Washington considera «justo y pacífico». «Deseo que trabajemos juntos para potenciar la prosperidad y la seguridad en Guatemala», publicó Biden en sus redes sociales, desde donde también ha extendido sus felicitaciones la vicepresidenta Kamala Harris y el secretario de Estado norteamericano, Antony Blinken.[96]
- México: El presidente de México, Andrés Manuel López Obrador, felicitó a Bernardo Arévalo, a través de X: «Felicito al pueblo vecino y hermano de Guatemala por el triunfo de Bernardo Arévalo como presidente de la República. Estoy seguro de que llegarán nuevos tiempos de humanismo y justicia para todos y, en particular, para los herederos de la gran civilización mesoamericana» fueron las palabras del presidente mexicano.[97]
- Honduras: La presidenta de Honduras, Xiomara Castro expreso sus felicitaciones a través de X: «Mi reconocimiento y felicitación @BArevalodeLeon, electo Presidente de la hermana República de Guatemala,  que segura estoy en memoria de Juan José Arévalo, y Morazán, unificaremos el pueblo de Centro América».